# Hohai-Universität
Die Hohai-Universität (chinesisch 河海大学, Pinyin Héhǎi Dàxué) ist eine 1915 gegründete, staatliche Universität in der Volksrepublik China. Sie hat ihren Sitz in Nanjing, der Hauptstadt der Provinz Jiangsu.
Die Hohai-Universität gehört zu den Universitäten des Projekts 211 und hatte 2005 über 30.000 Studenten und über 3.000 wissenschaftliche Angestellte.